# Spherarmadillo cavernicola
Spherarmadillo cavernicola är en kräftdjursart som beskrevs av Stanley B. Mulaik 1960. Spherarmadillo cavernicola ingår i släktet Spherarmadillo och familjen Scleropactidae. Inga underarter finns listade i Catalogue of Life.